# José Ângelo Cottinelli Telmo

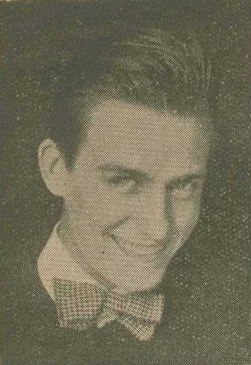
Cottinelli Telmo (1918)

José Ângelo Cottinelli Telmo (* 13. November 1897 in Lissabon; † 18. September 1948 in Cascais) war ein portugiesischer Architekt und Filmregisseur.

## Leben

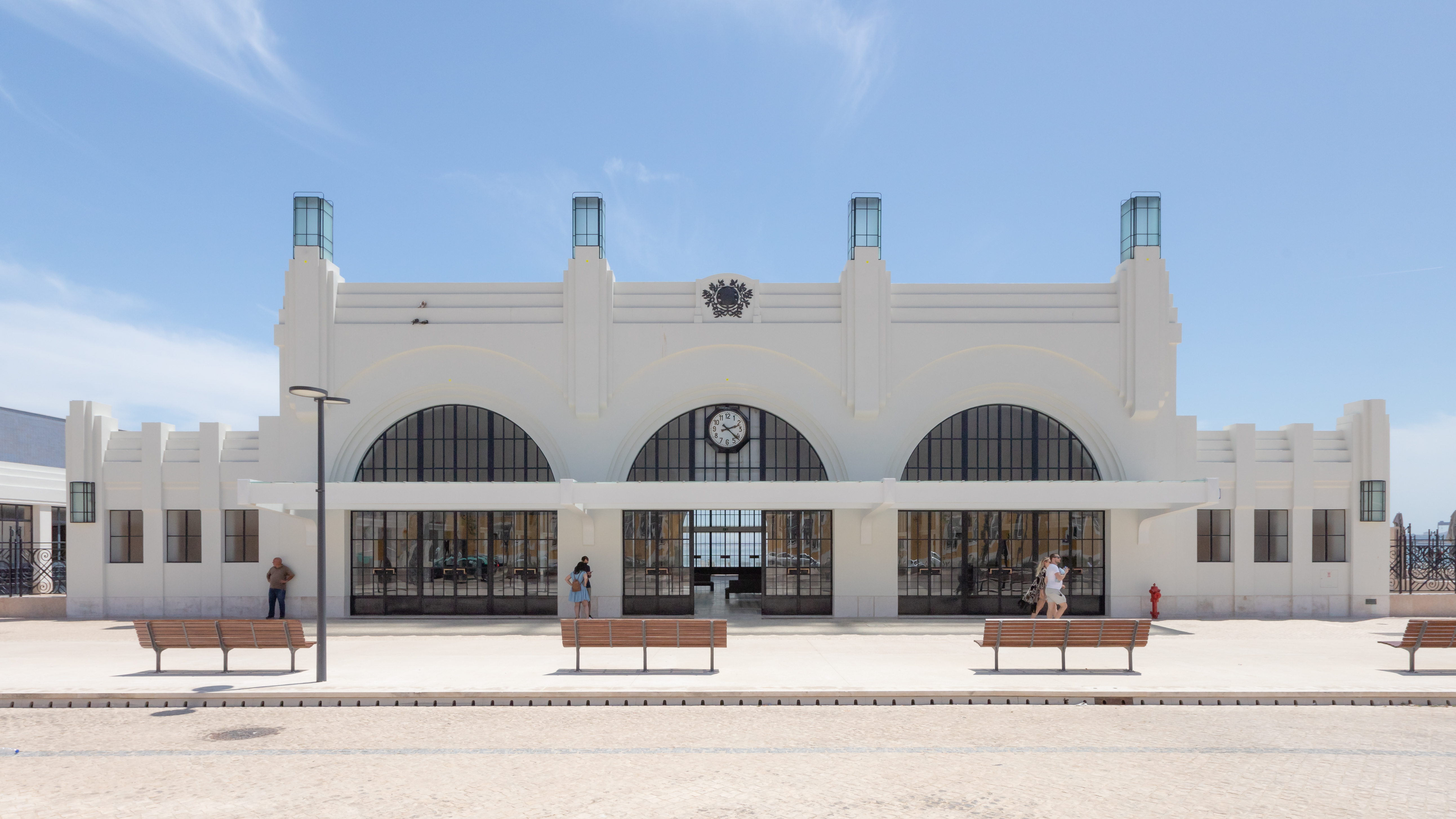
1932 entwarf Cottinelli den Süd- und Südostbahnhof in Lissabon

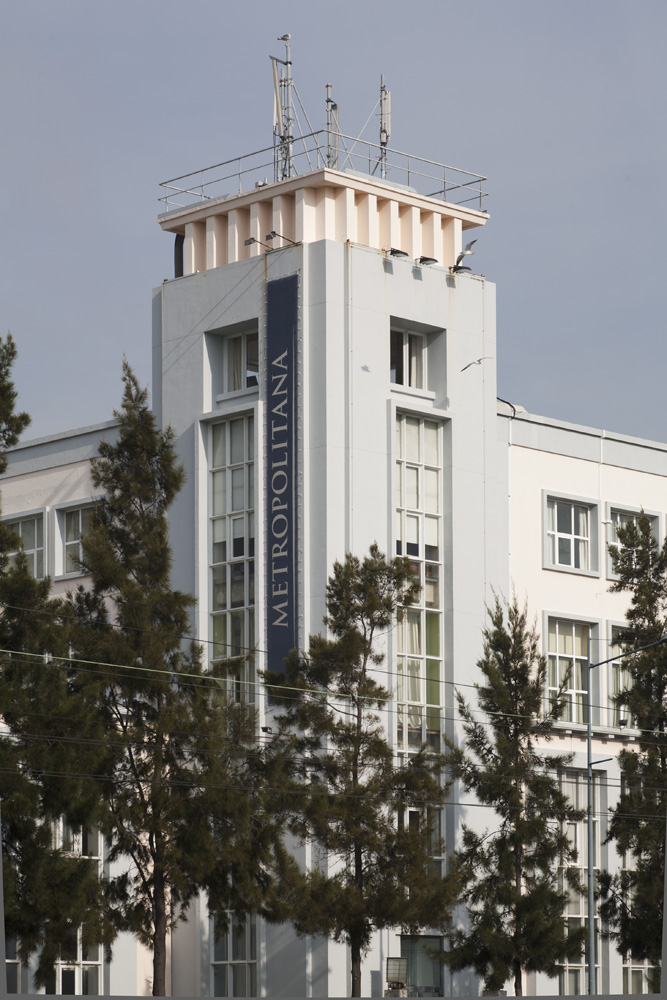
Standard Elétrica in Lissabon (1945–48)

Cottinelli Telmo studierte Architektur an der Hochschule der Schönen Künste in Lissabon. Im Rahmen seines Studiums, das er 1920 beendete, war an der Produktion der Filme Mal de Espanha und Malmequer beteiligt, die beide 1918 erschienen. 1932 entwarf Cottinelli Telmo gemeinsam mit A. P. Richard das Tobis-Portuguesa-Filmstudio im Lissabonner Stadtteil Lumiar. Dort entstand im darauffolgenden Jahr unter Telmos Regie der Film „Das Lied von Lissabon“ (A Canção de Lisboa), in dem, neben Vasco Santana, António Silva und Beatriz Costa, auch der Regisseur Manoel de Oliveira in einer Schauspielrolle zu sehen war. Es war der erste Tonfilm, der komplett in Portugal hergestellt wurde, und leitete eine Hochphase des Portugiesischen Films in den 30er bis 50er Jahren ein.
Dennoch ist Cottinelli Telmo vor allem als Architekt bekannt geworden. 1922 entwarf er den Ehrenpavillon der Weltausstellung in Rio de Janeiro, 1929 den portugiesischen Pavillon auf der Weltausstellung in Sevilla sowie 1945 die Standard-Electric-Fabrik in Alcântara (Lissabon). Besonders bekannt sind aber die Eisenbahnbauten Cottinellis, er entwarf unter anderem die Bahnhöfe von Barcelos, Vila Real de Santo António, den Signalturm des Bahnhofes von Pinhal Novo sowie den Schiffsterminal am Lissabonner Terreiro do Paço.
Cottinelli war zudem leitender Architekt der „Ausstellung der portugiesischen Welt“ in Lissabon im Jahre 1940. Dafür gestaltete er den Praça do Império, die Porta da Fundação sowie gemeinsam mit dem Skulpteur Leopoldo de Almeida den Padrão dos Descobrimentos in Belém.
Von 1938 bis 1942 leitete Cottinelli Telmo die portugiesische Zeitschrift Arquitectos. Er verstarb am 18. September 1948 bei einem Schiffsunglück.

## Projekte (Auswahl)
- 1921–22: Ehrenpavillon für Portugal, Pavilhão de Honra de Portugal, Weltausstellung 1922 in Rio de Janeiro (mit Carlos Ramos und Luís da Cunha).
- 1923–25: Schule Escola Camões, Entroncamento (mit Luís da Cunha).
- 1924–25: Stadtteil Bairro Camões, Entroncamento (mit Luís da Cunha).
- 1928–29: Bahnhofsgebäude von Tomar
- 1930: Sekundarschule Liceu de Latino Coelho, Lamego.
- 1931: Fährterminal der portugiesischen Eisenbahn Estação do Sul e Sueste, Lissabon.
- 1934: Bahnhofsgebäude von Azambuja
- 1936–44: Bahnhofsgebäude von Vila Real de Santo António
- 1936: Stellwerk von Pinhal Novo
- 1938: Gefängnis Comarcã de São Pedro do Sul
- 1938: Umbau des Bahnhofs Rossio, Lissabon
- 1939–40: Entwurf der „Ausstellung der portugiesischen Welt“, inklusive Gartenanlage, Springbrunnen, Praça do Império, Portugiesischer Pavillon (zusammen mit Leopoldo de Almeida).
- 1940: Stellwerk von Campolide
- 1943: Sekundarschule Liceu D. João de Castro, Lissabon
- 1943: Bebauungsplan des neuen Universitätsstadtsviertels an der Universität Coimbra (Cidade Universitária); Escadaria Monumental; (bis 1950 fertiggestellt)
- 1945–48: Standard Elétrica, Lissabon
- 1945; Sanatorium Penhas da Saúde (Gemeinde Cortes do Meio)